# Pietra Murata
Pietra Murata est une formation rocheuse située dans la commune de Campo nell'Elba, sur l'île d'Elbe, où émergent des roches granodiorites. Elle a livré des vestiges archéologiques allant de l'Âge du bronze au XIVe siècle, en passant par les Étrusques.

## Description
Le lieu, dans une position stratégique sur la mer Tyrrhénienne et communiquant visuellement avec le site de Le Mure (it), est caractérisé par des rochers émergeant du sol et par des restes de murs attribuables à l'époque hellénistique, où ont été trouvés des fragments de poterie avec des graffitis étrusques.
Un poste de guet avec un siège cylindrique construit au sommet de la formation rocheuse remonte au Moyen Âge. Des documents pisans de 1324 nous donnent des nouvelles d'une sentinelle armée pour surveiller la mer en contrebas (« in loco dicto Grocta Murata ») qui communiquait toute observation avec des signaux de fumée.
Au pied de la falaise se trouve un petit quartier pastoral avec une clôture en pierre (caprile elbano (it)) et un abri (capanna o grottino), probablement construit après 1930 par le berger Mamiliano Martorella de San Piero in Campo.

## Histoire
Avant l'opération Brassard, l'action des Alliés était en partie facilitée par la collaboration informationnelle de certains partisans comme Riccardo Spinetti, surnommé Sottomarino, qui possédait une station de radio antiallemande rudimentaire dans une grotte de Pietra Murata.

## Galerie

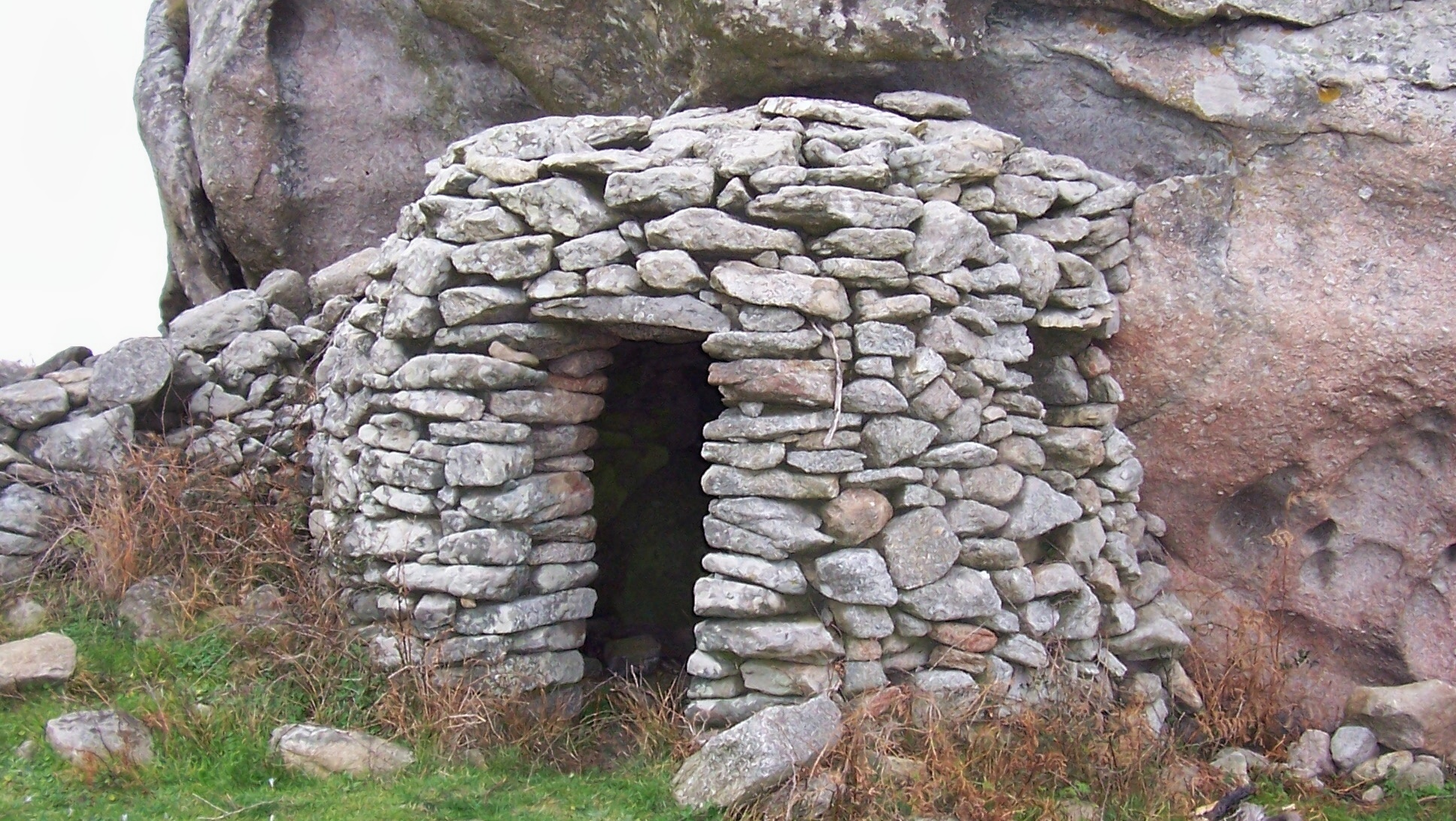
Caprile de Pietra Murata
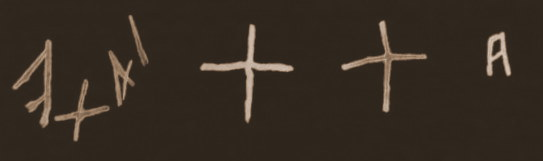
Graffitis étrusques